# 派讷县
派讷县（Landkreis Peine）是德國下薩克森州的一個縣，首府派讷。相鄰縣包括希爾德斯海姆縣、汉诺威地区、吉夫霍恩縣、不倫瑞克。